# Beco do Pinto
O Beco do Pinto, também conhecido como Beco do Colégio, é uma passagem localizada entre a Casa Número Um e o Solar da Marquesa de Santos no Centro de São Paulo. Atualmente, liga as ruas Roberto Simonsen e Bittencourt Rodrigues. Mas, na era colonial do Brasil, tinha a função de permitir o trânsito de pessoas e animais entre o largo da Sé à várzea do rio Tamanduateí. Hoje, sob a administração da Casa da Imagem (também chamada de Casa Número Um), abriga projetos desenvolvidos especialmente para o espaço por artistas contemporâneos. Também constitui um importante conjunto arquitetônico, histórico e cultural juntamente com os edifícios que o cercam, e integra o Museu da Cidade de São Paulo.

## História

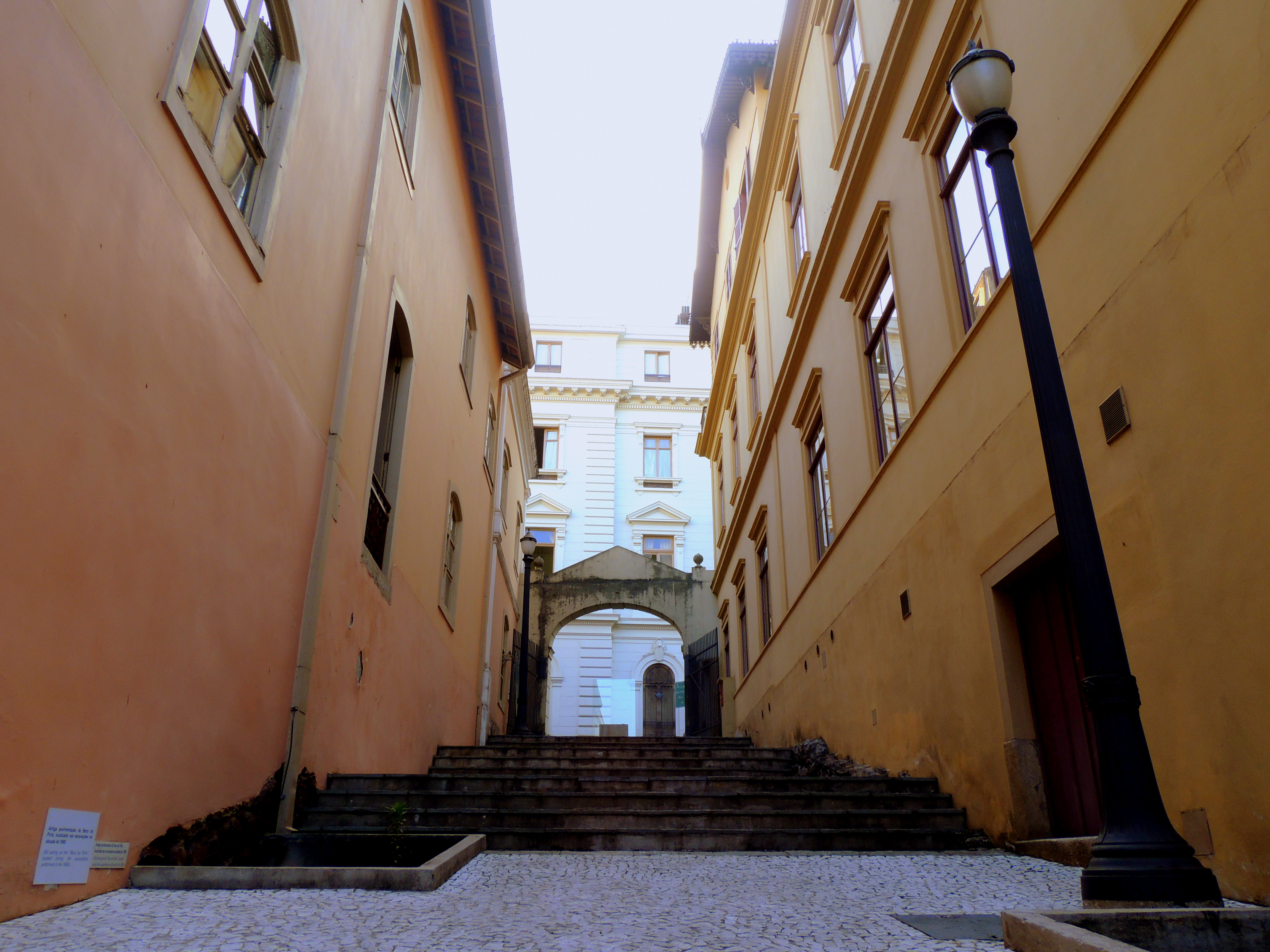
Detalhe interno do Beco do Pinto

### Nomeação
O beco levou o nome de Beco do Pinto por este ser o sobrenome do Brigadeiro José Joaquim Pinto de Moraes Leme. Em 1821, o militar, então proprietário do sobrado - casa que depois viria a ser conhecida como Solar da Marquesa de Santos - realizou a primeira mudança significativa em relação à passagem e deu início a uma relação complicada com a Câmara Municipal.
Além de ser uma via de comunicação estratégica que ligava a parte alta da cidade a parte baixa, onde se concentravam os comércios paulistanos, o Beco também era um caminho por onde os escravos passavam para buscar água e despejar o lixo doméstico. E, por ser uma passagem íngreme e sinuosa, muitos optavam por não descer até a várzea, e despejavam o lixo por onde passavam. Incomodado com isso, o Brigadeiro fechou o Beco do Pinto com um portão. Mas sua mudança não durou muito tempo, pois a providência foi contestada e proibida pela Câmara Municipal, por se tratar de uma servidão pública.
José Joaquim Pinto voltou a ser notificado alguns anos depois, dessa vez por haver ampliado seu quintal de fundos com a construção de um muro. A mudança teria prejudicado a insolação da casa vizinha, hoje Casa Número Um. O muro foi demolido em 1826. E a passagem foi reaberta pela Câmara, recebendo o nome oficial de Beco do Colégio.

### Marquesa de Santos
Domitila de Castro Canto e Melo, a Marquesa de Santos, adquiriu o Solar em 1834. Junto com a compra, veio a exigência de que a Câmara permitisse a reconstrução do muro demolido e a reinstalação do portão do Beco, ao alegar que não haveria como garantir segurança à sua propriedade sem a tomada de tais medidas. Em 1849, a solicitação foi atendida pela Câmara Municipal.

### Atualidade
Em 1912, após a abertura da ladeira do Carmo, atual Avenida Rangel Pestana, o Beco perdeu sua função e foi definitivamente desativado.

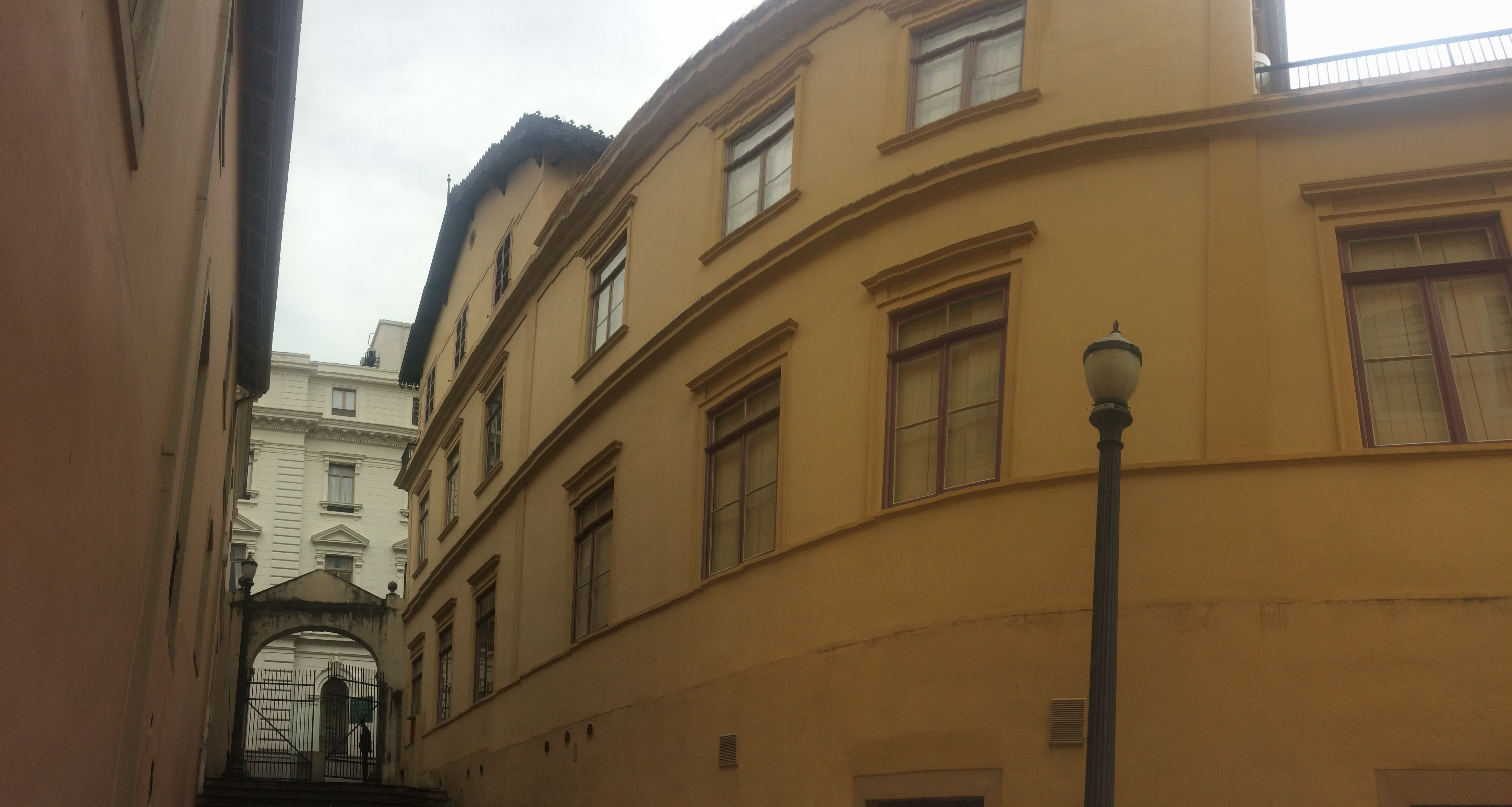
Vista da Casa da Imagem de dentro do Beco

Atualmente, o Beco do Pinto está sob a responsabilidade da Secretaria Municipal de Cultura, é administrado pela Casa da Imagem, integra o Museu da Cidade de São Paulo e abriga instalações artísticas produzidas unicamente para o espaço.

## Características Arquitetônicas
O Beco do Pinto foi construído, originalmente, para que se possibilitasse o trâmite entre a antiga rua do Carmo — hoje rua Roberto Simonsen — e a várzea do rio Tamanduateí (próxima a atual Rua Bittencourt Rodrigues), locais separados por uma grande declividade.
Assim, é configurado arquitetonicamente em uma escadaria permeada por lances, que se alternam entre planos e inclinados. Os degraus são de granito e os lances planos são revestidos de pedras portuguesas. Os limites laterais são definidos pelos lotes das edificações vizinhas, a Casa Número Um (atual Casa da Imagem) e o Solar da Marquesa de Santos.
O Beco está situado em um terreno de 368,40 m² e tem suas duas extremidades marcadas por portões com bossagem e frontão triangular. O portão da rua Roberto Simonsen apresenta ornamentos neoclássicos, aduela e o brasão de armas do Brasil, em baixo relevo. Além disso, há duas vitrines arqueológicas que exibem vestígios dos antigos calçamentos.

## Significado Histórico e Cultural
O Beco do Pinto marca a ligação entre duas edificações de excepcional valor histórico para a cidade de São Paulo: o Solar da Marquesa de Santos e a Casa Número Um. Além disso, a passagem também representa um importante marco histórico por ter sido, durante anos da era colonial brasileira, a principal ligação entre o centro urbano, concentrado em torno do Pátio do Colégio, e o rio Tamanduateí, localizado em uma área onde havia um agrupamento comercial.

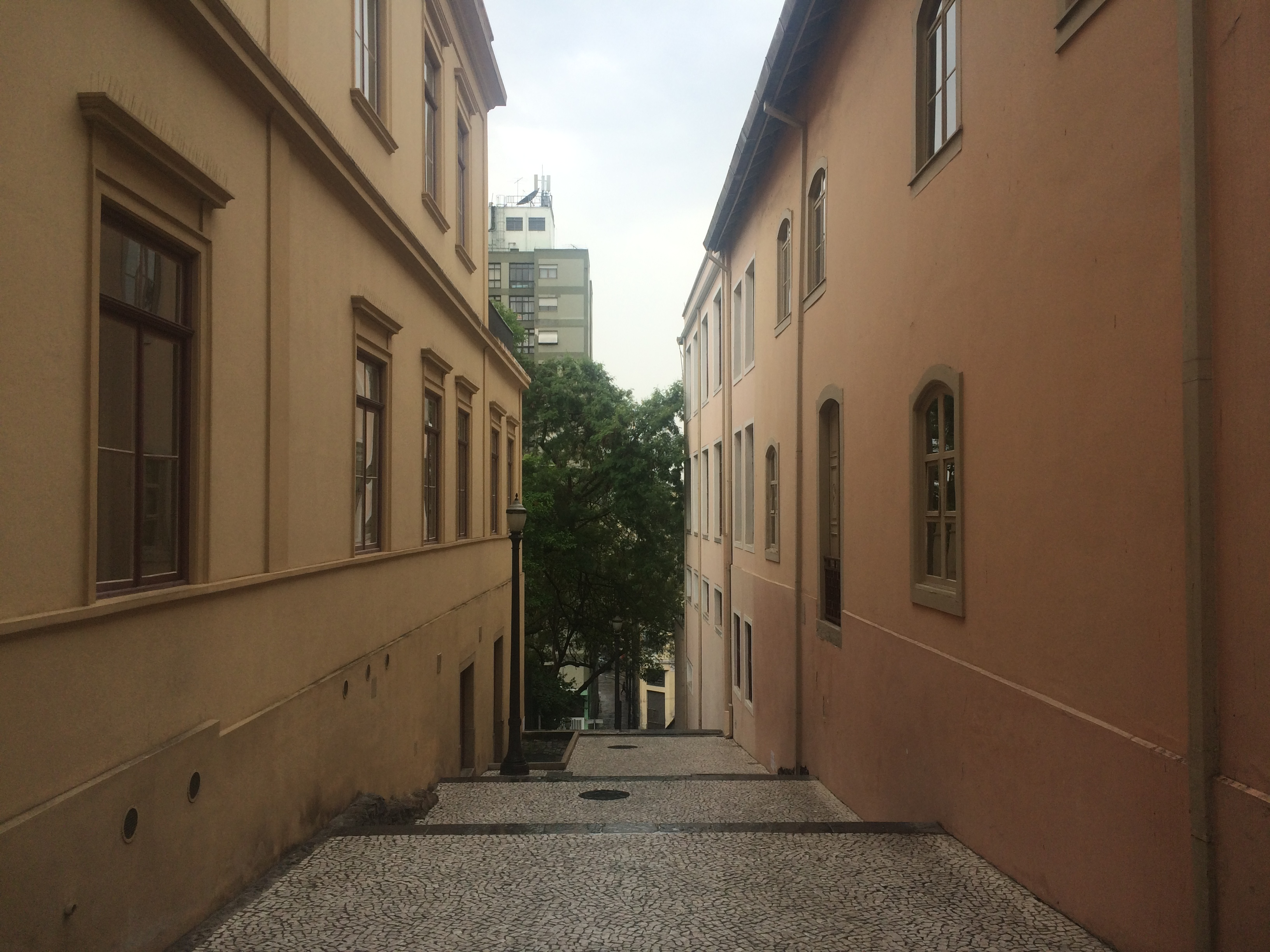
Visão frontal do Beco

### Tombamento
A conservação do Beco do Pinto é protegida pelo Decreto nº 26.818, de 09 de setembro de 1988, realizado durante a Prefeitura de Jânio Quadros em São Paulo. Este determina a preservação de bens localizados dentro do perímetro do Pátio do Colégio, no Centro do município.

### Louças do Beco do Pinto
Durante os trabalhos de revitalização, foram encontrados fragmentos de louças, porém não foi possível a remontagem, talvez pela escavação ter ocorrido em apenas algumas áreas. A maior parte são fragmentos de faiança portuguesa com o uso de policromia. Através do cálculo de South (Mean Ceramic Date Formula), estima-se que o depósito destes fragmentos ocorreram durante o século XVIII (em torno de 1785). Devido à grande quantidade de peças encontrada ao fundo dos dois sobrados laterais (Solar da Marquesa e Casa N.1), existe a hipótese de que as peças de louças seja originárias, em grande parte, do descarte destes dois sobrados que o cercavam.

## Galeria

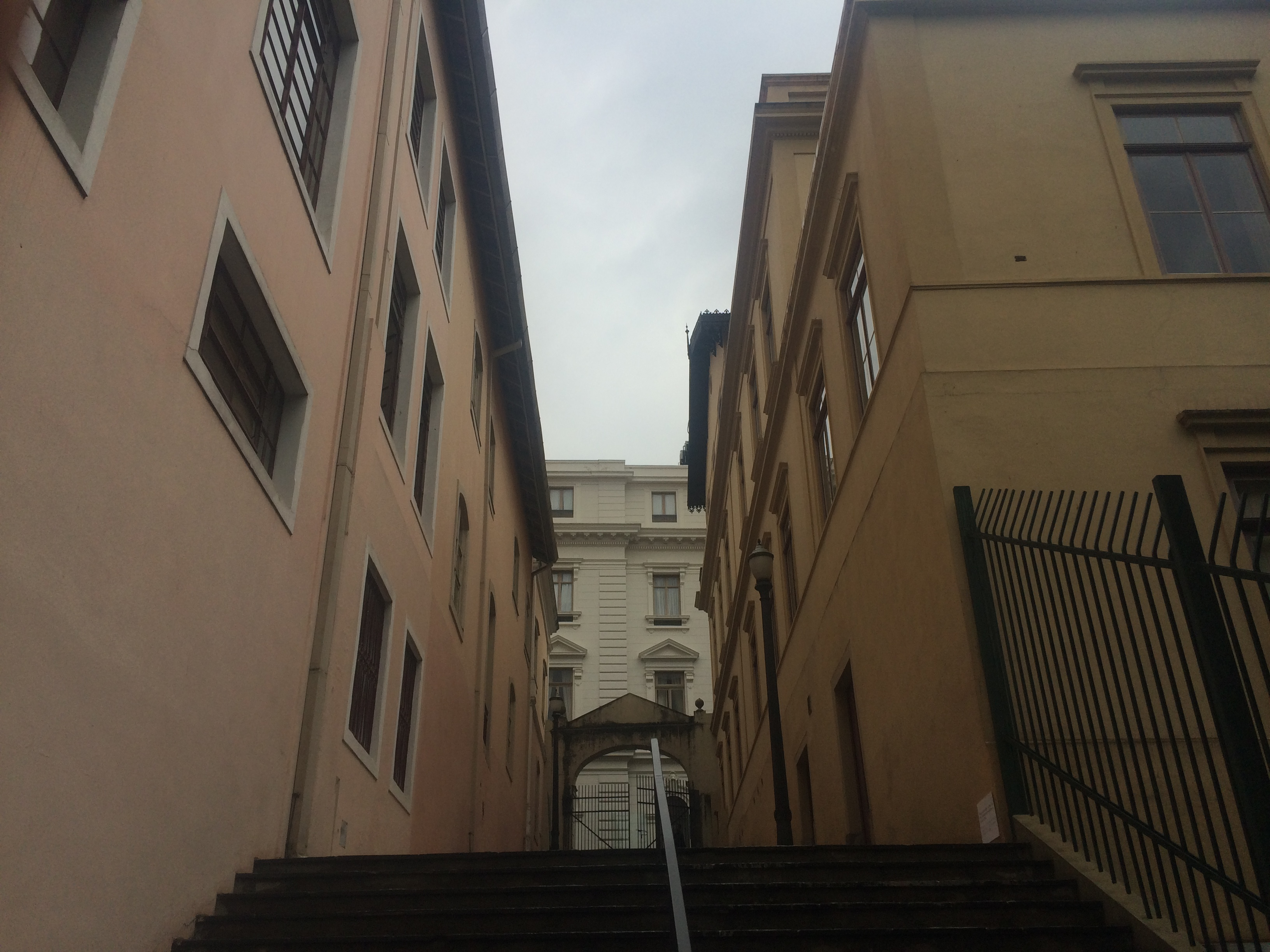
Visão do Beco desde a parte baixa
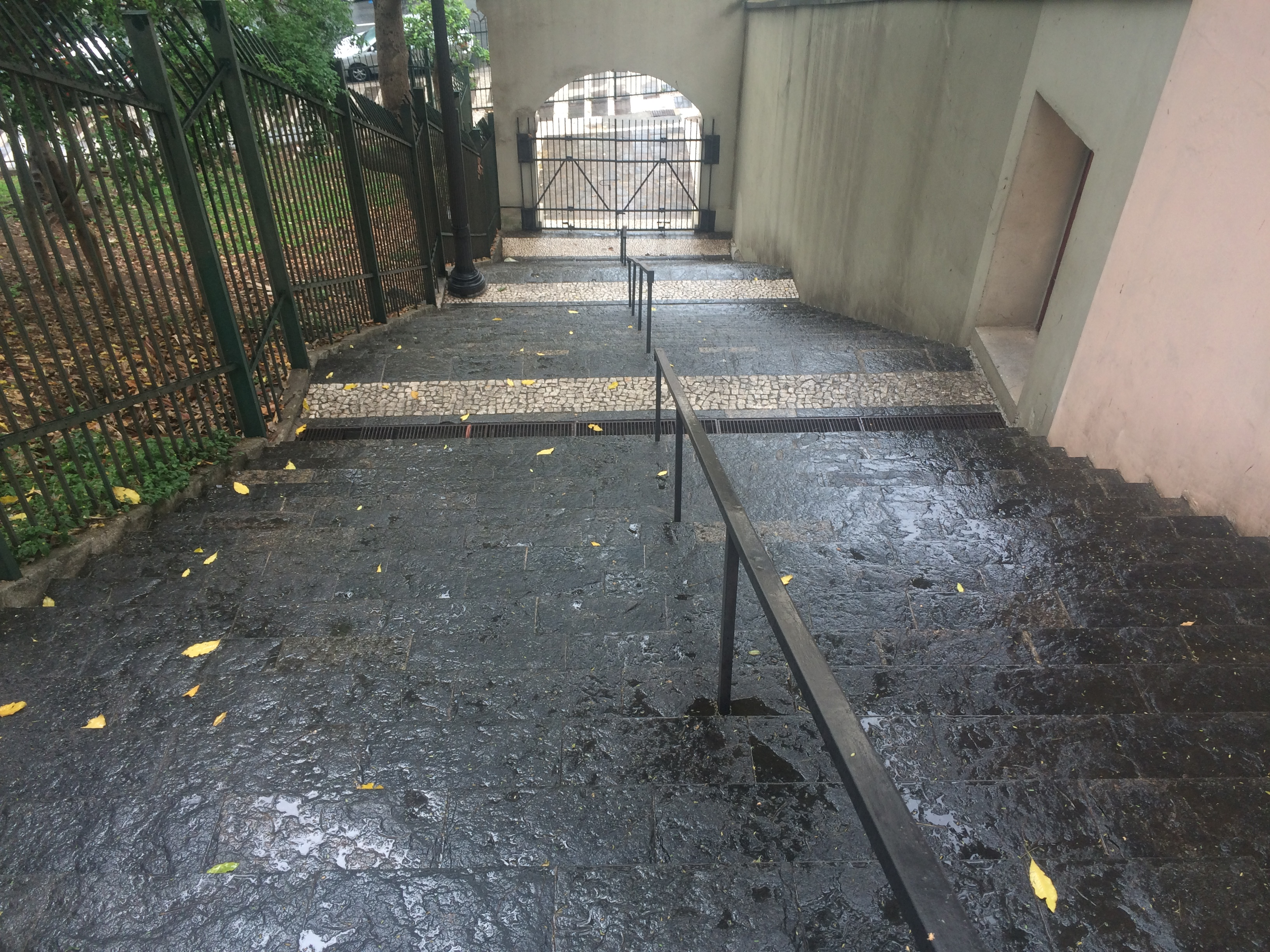
Visão do Beco desde a parte alta
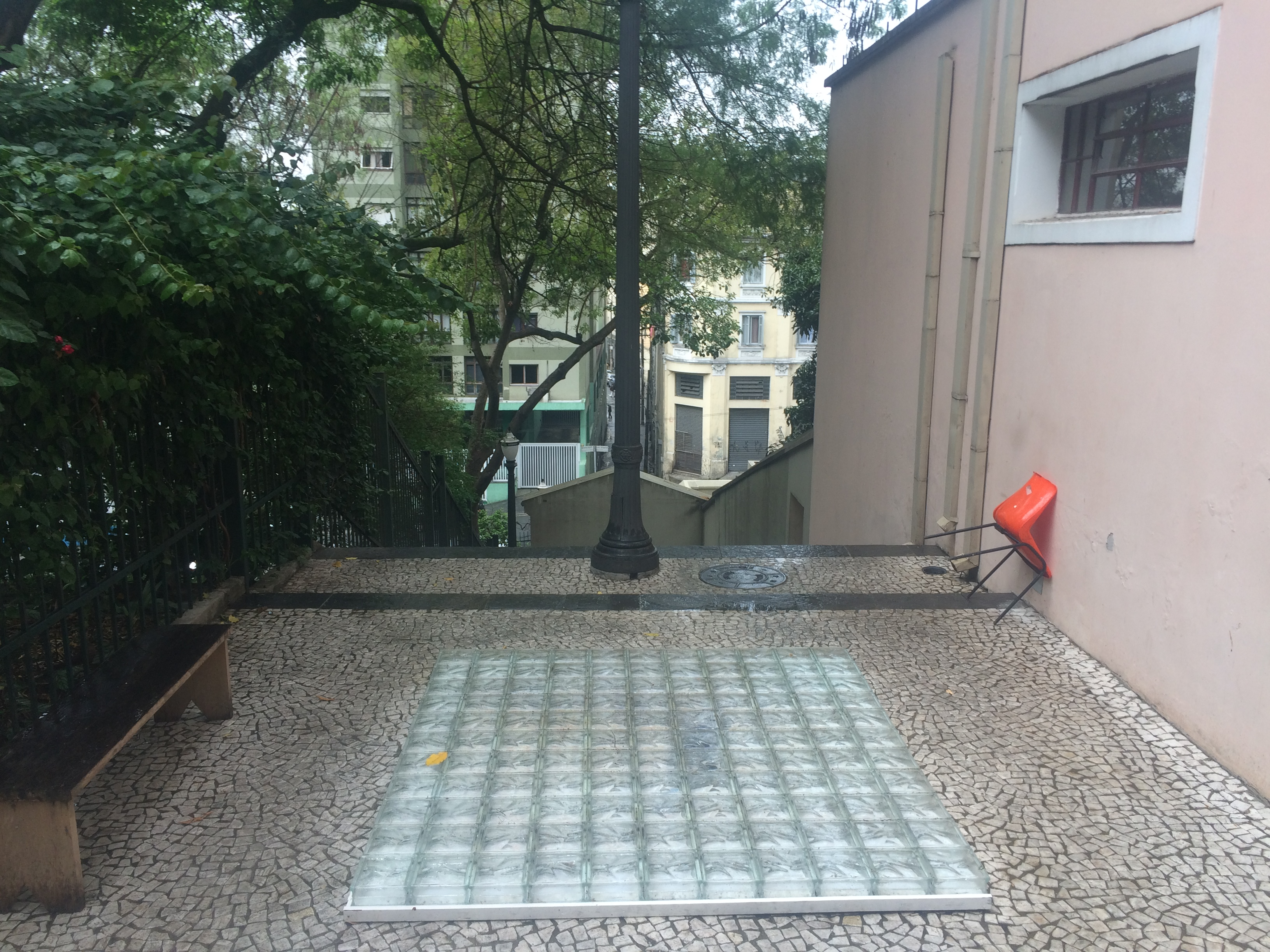
Detalhe de vidro entre as escadarias do Beco do Pinto
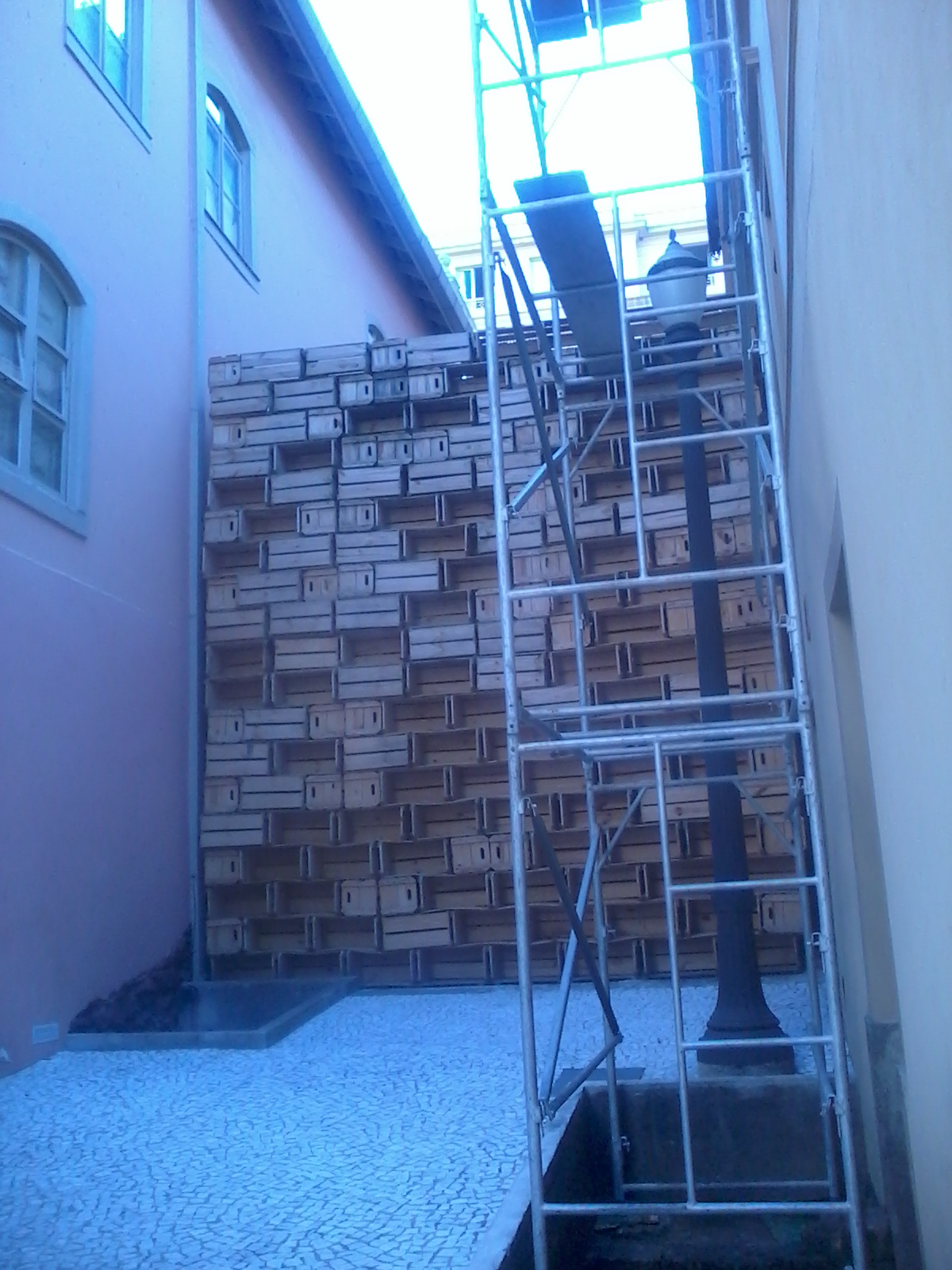
Apresentação artística no meio do Beco do Pinto em 2013
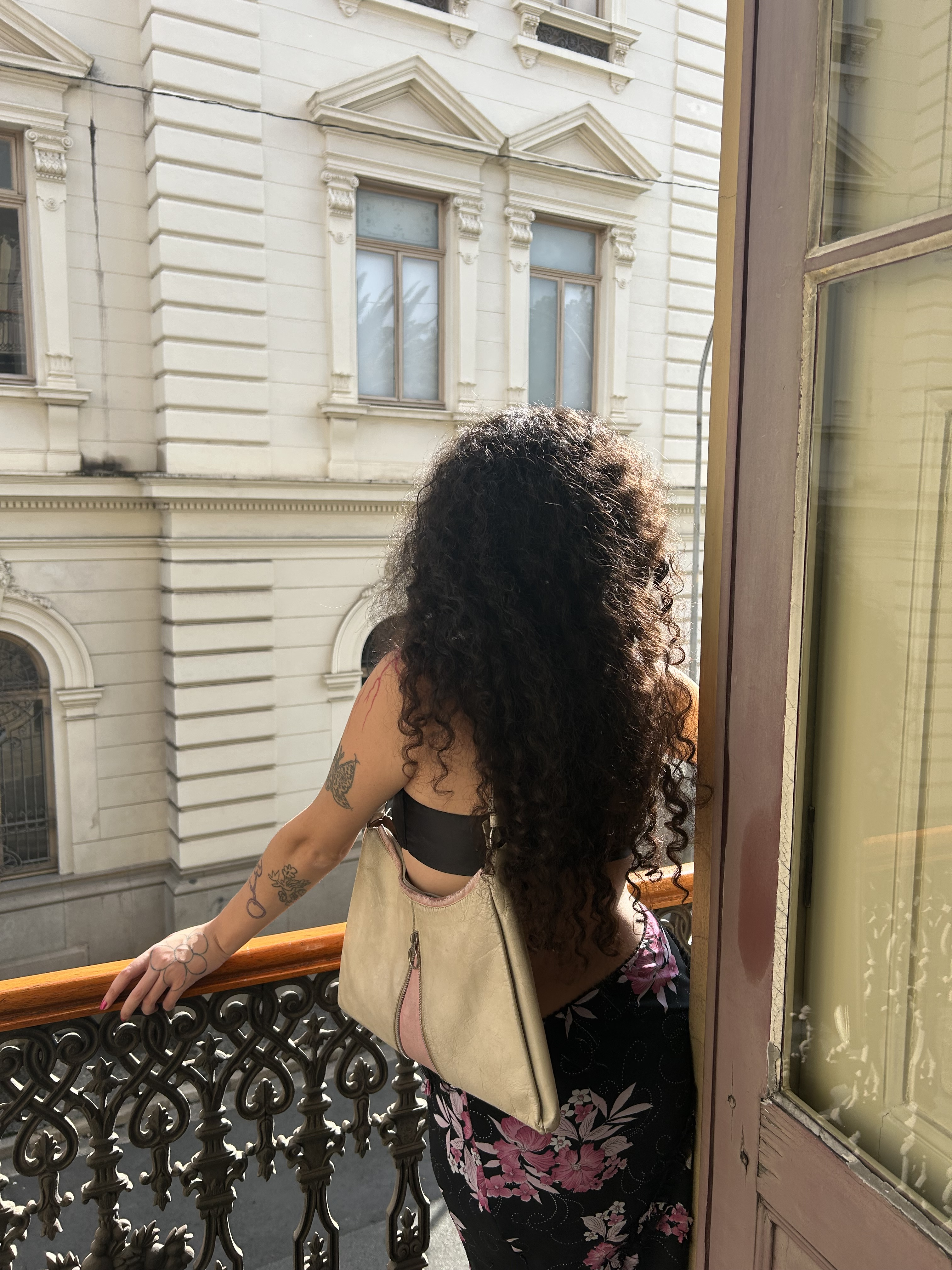
Vista do solar da Marquesa de Santos